# Troglophyes ludovici
Troglophyes ludovici es una especie de escarabajo del género Troglophyes, familia Leiodidae. Fue descrita por Chobaut en 1903. Se encuentra en Francia.